# Borsa di Singapore
La Borsa di Singapore o Singapore Exchange (SGX) è stata costituita il 1º dicembre 1999 a seguito della fusione tra la Stock Exchange of Singapore (SES) e la Singapore International Monetary Exchange (SIMEX).
Nel 2000 la Singapore Exchange è stata la prima società ad auto-quotarsi in Asia. Nel 2005 ha costituito una partnership con il Chicago Board of Trade (CBOT), e nel 2007 ha acquistato il cinque per cento della Borsa di Bombay.
Al 31 dicembre 2007 le società quotate sulla SGX erano 762, per una capitalizzazione di 539 miliardi di dollari.
Nel 2023, la Borsa di Singapore è l'ottava in Asia in termini di volume di scambi e a settembre 2023 la numero due nel Sud-est asiatico, con l'equivalente di 609 miliardi di dollari, dopo la Borsa dell'Indonesia.

## Storia
SGX nasce il 1 dicembre 1999 come holding, fusione delle precedenti Stock Exchange of Singapore (SES), Singapore International Monetary Exchange (SIMEX), Securities Clearing and Computer Services Pte Ltd (SCCS).
A marzo 2007 SGX ha acquistato il 5% della  Borsa di Mumbai (India), per 1,89 miliardi di rupie indiane, corrispondenti a 42,7 milioni di dollari americani.
All'inizio del 2008 SGX ha raggiunto l'accordo di acquisire almeno il 95% di Singapore Commodity Exchange Ltd., per poi completare il 100% dell'acquisizione in data 30 giugno 2008.
Nel 2011 SGX ha avviato una collaborazione con il  NASDAQ OMX per attiare investimenti esteri, a supporto delle aziende quotate in Asia.
In data 2 aprile 2012 SGX ha ufficialmente introdotto la possibilità di acquistare azioni, obbligazioni e tutti gli strumenti finanziari in due diverse valute, il dollaro di Singapore e il dollaro statunitense. 
Il 21 gennaio 2020 SGX ha ottenuto il riconoscimento di Bloomberg Gender-Equality Index (GEI), uguaglianza di genere, per il suo impegno nella diversità e la rappresentanza nei consigli di amministrazione.

## Struttura
SGX è composto dalle seguenti divisioni:
- SGX ETS (Electronic Trading System)
- SGX DT (Derivatives Trading)
- SGX ST (Securities Trading)
- SGX DC (Derivatives Clearing)
- SGX AsiaClear
- SGX Reach
- Central Depository Pte Ltd
- Asian Gateway Investments Pte Ltd
- Singapore Exchange IT Solutions Pte Ltd